# 斯宾塞家族
世上有众多的斯宾塞家族，他们的姓氏都是斯宾塞。本页之下的斯宾塞家族源自一个叫做亨利·斯宾塞（大概死于1478年）的男性后裔，他是桑德兰伯爵、馬爾博羅公爵、史賓賽伯爵的男性祖先。戴安娜·斯宾塞女爵，也就是后来的威尔士王妃也是其后裔。

## 家族成员

### 桑德兰伯爵
- 亨利·斯宾塞，第一代桑德兰伯爵（1620年–1643年），英国内战时期的保王党
- 罗伯特·斯宾塞，第二代桑德兰伯爵（1640年–1702年），政治家
- 查尔斯·斯宾塞，第三代桑德兰伯爵（1675年–1722年），政治家
- 罗伯特·斯宾塞，第四代桑德兰伯爵（1701年–1729年，第三代马博罗公爵的长兄）

### 马博罗公爵
- 查尔斯·斯宾塞，第三代马博罗公爵（1706年–1758年），将军和政治家，第三代桑德兰伯爵的次子
- 乔治·斯宾塞，第四代马博罗公爵（1739年–1817年），政治家
- 乔治·斯宾塞，第五代马博罗公爵（1766年–1840年），将自己的姓氏改为“斯宾塞-丘吉尔”。斯宾塞-丘吉尔家族皆为其后裔，包括马博罗公爵以及他们的后裔，其中就有伦道夫·丘吉尔勋爵和温斯顿·丘吉尔。

### 斯宾塞伯爵

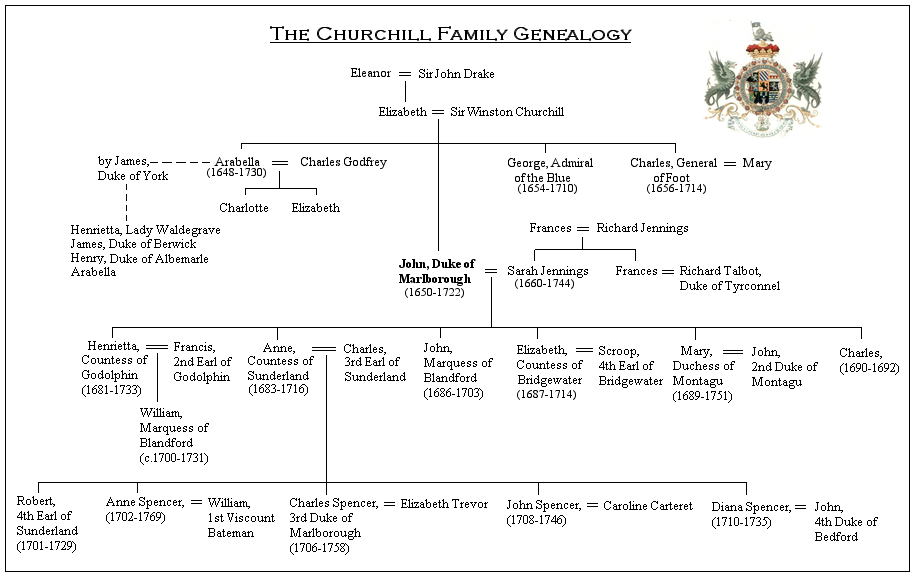
马博罗公爵的家系。

为了强调他们是第一代马尔博罗公爵约翰·丘吉尔的后裔，斯宾塞家族在18世纪采用了丘吉尔的姓氏。因为约翰·丘吉尔没有男性系的继承人，他的长女亨丽埃塔成为马博罗女公爵。亨丽埃塔于1733年死后，安妮的儿子查尔斯成为第三代马博罗公爵
- 约翰·斯宾塞，第一代斯宾塞伯爵（1734年–1783年），第三代桑德兰伯爵的孙子
- 第二代史賓賽伯爵喬治·史賓賽（1758年–1834年），政治家
- 约翰·查尔斯·斯宾塞，第三代斯宾塞伯爵（1782年–1845年），阿尔索普勋爵的称号更为知名，政治家
- 第四代史賓賽伯爵腓特烈·史賓賽（1798年–1857年）
- 第五代史賓賽伯爵约翰·史賓賽（1835年–1910年），政治家
- 第六代史賓賽伯爵查爾斯·史賓賽（1857年–1922年）
- 第七代史賓賽伯爵阿爾伯特·史賓賽（1892年–1975年）
- 第八代史賓賽伯爵約翰·史賓賽（1924年–1992年），戴安娜王妃的父亲
- 第九代史賓賽伯爵查爾斯·史賓賽（1964年出生），戴安娜王妃的弟弟

### 其他
- 丘吉尔男爵和丘吉尔子爵，源于第四代马博罗公爵的幼子，包括
  - 弗朗西斯·斯宾塞，第一代丘吉尔男爵
  - 维克托·斯宾塞，第一代丘吉尔子爵
- 乔治·（伊格纳修斯）·斯宾塞（Fr.Ignatius of St Paul, Passionist，1799年-1864年） （页面存档备份，存于）
- 戴安娜王妃（1961年-1997年，原为戴安娜·弗兰茜斯·斯宾塞女爵）
- Lady Sarah McCorquodale（née Spencer，1955年出生），戴安娜王妃的姐姐
- Lady Jane Fellowes（1957年出生），戴安娜王妃的姐姐
- 乔治亚娜·卡文迪什，德文郡公爵夫人（1757年-1806年）

## 不姓斯宾塞的家族后裔
下述成员都不姓斯宾塞，但他们都是亨利·斯宾塞的后裔。
- 路易斯·奥钦克劳斯（1917出生）-  小说家
- 乔治·赫伯特·沃克·布什（1924年–2018年）-  美国总统
- 乔治·沃克·布什（出生于1946年）- 美国总统
- 小约翰·卡尔文·柯立芝（1872年–1933年）- 美国总统
- 查尔斯·达尔文（1809年–1882年）-《物种起源》的作者
- 亚历克·道格拉斯-休姆爵士 - （英国首相）
- 约翰·德莱顿 - （1631年–1700年）- 诗人
- 安东尼亚·弗雷瑟（1932年出生）-  作家
- 罗伯特·戈达德（1882年–1945年）- 火箭科学家
- 斯皮迪·韦斯特（1924年-2003年）-（Rockabilly Hall of Famer）
- 沃伦·盖玛利尔·哈定（1865年–1923年）- 美国总统
- 杜博斯·海沃德（1885年–1940年）- 波吉和贝丝的作者
- 小奧利弗·溫德爾·霍姆斯（1841–1935）-美國最高法院大法官（1902-1932）
- Lady 卡洛琳·蘭姆（1785年–1828年）- 女作家，拜倫的情人
- 加文·马克斯维尔（1914年–1969年）-  自然學者，著有The Ring of Bright Water
- James Noyes牧師 （1608年–1656年）-  清教徒，著有A Catechism for Children、The Temple Measured、Moses and Aaron
- Robert Parker牧師 （1550年–1614年）-  學者、不信國教者
- 富兰克林·德拉诺·罗斯福（1882年–1945年）美国总统 - 父母都是斯宾塞家族的后裔
- 喬納森·斯威夫特（1667年–1745年）-《格列佛遊記》作者
- 伊丽莎白二世（1926年-2022）-  英国女王
- 乔治·华盛顿（1732年 - 1799年）- 美国開國元勳兼首任总统

有人推斷喬治·歐威爾和簡·奧斯丁也是斯賓塞家族後裔，但證據不足。

### 因通婚而进入家族
- 安东尼·艾登伯爵，英国首相。与前任首相温斯顿·丘吉尔的侄女结婚。